# Al Aarons
Albert N. „Al“ Aarons (* 23. März 1932 in Pittsburgh, Pennsylvania; † 17. November 2015 in Laguna Woods, Kalifornien) war ein US-amerikanischer Jazz- und Studiomusiker (Trompete, Flügelhorn) sowie Musikproduzent.

## Leben und Wirken
Aarons hatte von 1947 bis 1950 privaten Unterricht in seiner Geburtsstadt und Evanston. Von 1951 bis 1953 um sich dann in Chicago bei Renold Schilke (1910–1982) vom Chicago Symphony Orchestra weiterzubilden. Von 1955 bis 1957 studierte er an der Wayne State University; in Detroit arbeitete er Mitte der 1950er Jahre mit Popmusikern wie Johnny Ray, LaVern Baker, Jackie Wilson, Johnny Mathis, außerdem mit Billie Holiday, Yusef Lateef und Barry Harris. Dann war er mit Wild Bill Davis zu erleben. Von 1961 bis 1969 gehörte er zum Count Basie Orchestra. Dann zog er nach Los Angeles, wo er als Freelancer in den Studios der Film- und Fernsehindustrie arbeitete, unter anderem mit Gerald Wilson, Buddy Collette (in der Flip Wilson Show) und bei Henry Mancini. Daneben spielte er mit Frank Foster und Frank Wess/Harry Edison. Er wirkte von 1945 bis 1996 bei 162 Aufnahmesessions alleine im Jazzbereich mit, u. a. bei Bobby Bryant, Kenny Burrell, Stanley Clarke (School Days), Ella Fitzgerald, Gene Harris, Milt Jackson, Carole King, Maria Muldaur, Carmen McRae, Oliver Nelson, Zoot Sims, Sarah Vaughan. Unter eigenem Namen spielte er 1995 das Album Al Aarons & the L.A. Jazz Caravan  ein. Daneben war er mit Red Callender, Grover Mitchell und Buddy Collette Mitbegründer des kurzzeitig aktiven Labels Legend Records.

## Lexikalische Einträge
- Thomas Owens: Aarons, Al(bert N.). In: Grove Music Online (englisch; Abonnement erforderlich).
- Leonard Feather, Ira Gitler: The Biographical Encyclopedia of Jazz. Oxford University Press, New York 1999, ISBN 0-19-532000-X.